# Stanislaw Gonerka
Stanislaw Gonerka, född 7 juni 1927 i Polen, död 20 februari 1987 i Sverige, var en polsk mördare och slaktare samt tidigare polisman som kom till Sverige 1958 och fick senare svenskt medborgarskap.
Gonerka arbetade som slaktare i Sverige och blev dömd för ett flertal våldsbrott. År 1972 rånade och misshandlade Gonerka en äldre man svårt i Helsingborg. Gonerka dömdes till fängelse i två år och åtta månader för rånet och begångna checkbedrägerier. Gonerka dömdes därefter för att ha begått ett dubbelmord i Ystad 1977.
Gonerka misstänktes för ett styckmord i Malmö 1974 men han friades i brist på bevis och Malmö tingsrätt dömde honom skyldig till grov misshandel och vållande till annans död. Gonerka var även misstänkt för det omskrivna styckmordet på Catrine Da Costa i Stockholm 1984. Han är gravsatt på Botkyrka kyrkogård.